# Departamento Judicial Azul

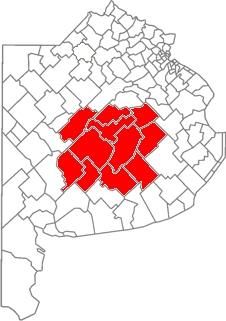
Departamento judicial de Azul.

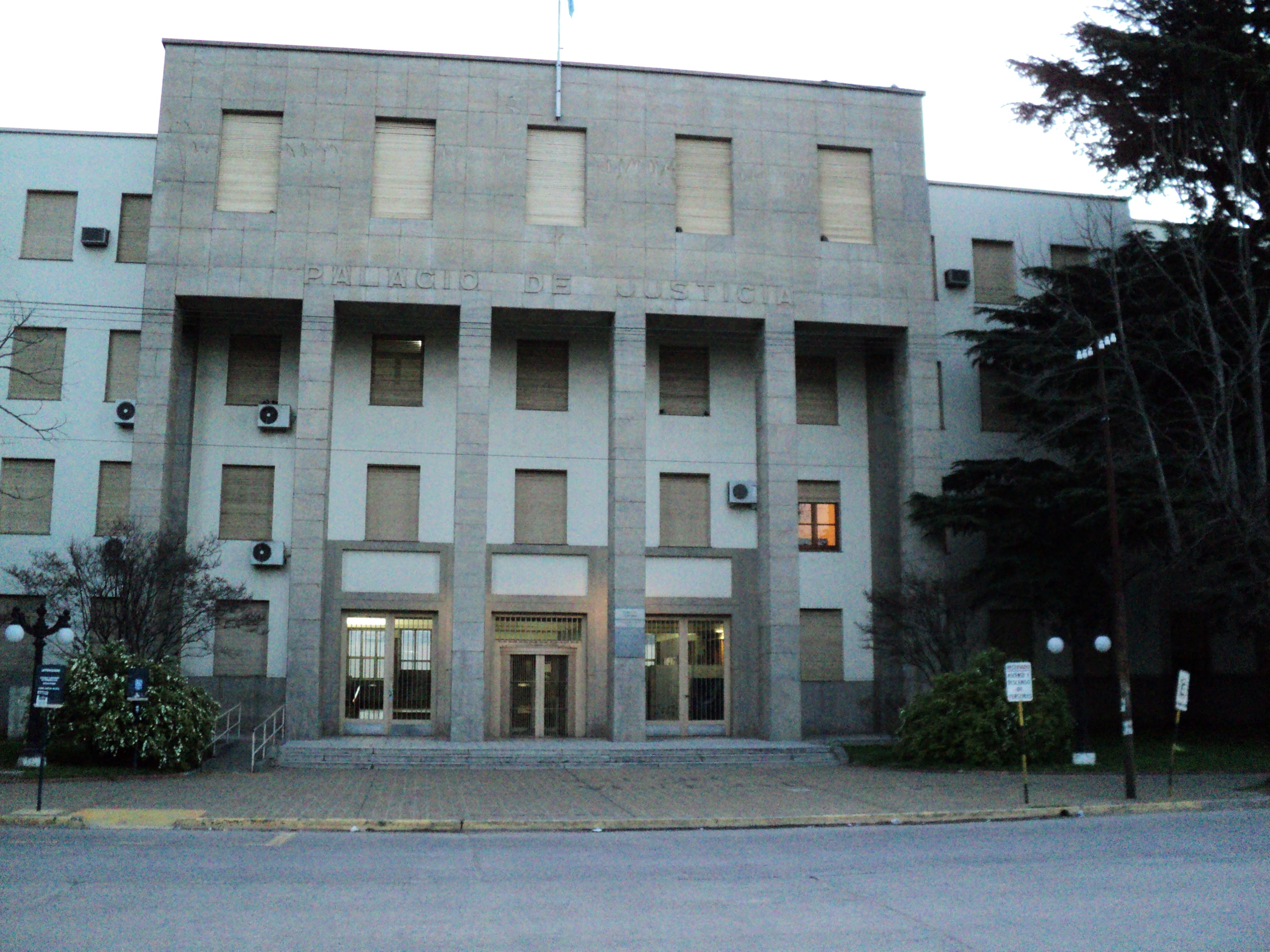
Palacio de justicia, delegación Ciudad de Azul.

El Departamento judicial de Azul es uno de los 18 departamentos judiciales en los que está dividida la Provincia de Buenos Aires, Argentina.
Abarca el territorio de los partidos de Azul, Benito Juárez, Bolívar, General Alvear, General Lamadrid, Laprida, Las Flores, Olavarría, Rauch, Tandil y Tapalqué, en un área de 453,583 habitantes (Indec, 2010).
En ella intervienen los Fuero Penal, Fuero de Familia, Fuero Civil, Fuero de Menores y Fuero Laboral.
El edificio central del palacio de tribunales se encuentra en la calle Presidente Perón 525 de la ciudad de Azul. Cuenta con las siguientes oficinas:
- Cámara de Apelación en lo Civil y Comercial
- Cámara de Apelación y Garantías en lo Penal
- Fiscalía General
- Defensoría General
- Juzgado Civil y Comercial N° 1
- Juzgado Civil y Comercial N° 2
- Juzgado Civil y Comercial N° 3
- Juzgado Civil y Comercial N° 4
- Juzgado de Garantías N° 1
- Juzgado de Garantías N° 2
- Juzgado de Garantías N° 3
- Juzgado De Ejecución Penal N° 1
- Juzgado en lo Correccional N° 1
- Juzgado en lo Correccional N° 2
- Juzgado en lo Criminal y Correccional de Transición N° 1
- Tribunales de menores
- Tribunal en lo Criminal N° 1
- Tribunal en lo Criminal N° 2

- Archivo
- Registro público de comercio
- Receptoría general de expedientes
- Oficina de Asesoría Pericial departamental
- Oficina de Mandamientos y Notificaciones de Azul
- Biblioteca de Azul
- Intendencia de Azul
- Delegación de Mantenimiento
- Delegación de Administración
- Delegación de Informática

En la ciudad de Tandil funcionan las siguientes oficinas:
- Juzgado Civil y Comercial N° 1
- Juzgado Civil y Comercial N° 2
- Juzgado Civil y Comercial N° 3
- Tribunal en lo Criminal N.º 1
- Tribunal del Trabajo
- Juzgados de Garantías N° 1
- Juzgados de Garantías N° 2
- Juzgado en lo Correccional
- Juzgado de Transición
- Juzgado de Familia N.º 1
- Juzgado de Familia N.º 2
- Juzgado de Garantías del Joven N.º 1
- Tribunales de Menores
- Oficina de Mandamientos y Notificaciones de Tandil
- Receptoria de Expedientes Descentralizada (Sede Tandil)
- Biblioteca de Tandil
- Delegación de informática de Tandil

En la ciudad de Olavarría funcionan las oficinas de:
- Juzgado Civil y Comercial N° 1
- Juzgado Civil y Comercial N° 2
- Juzgado en lo Correccional
- Juzgado de Garantías N° 1
- Oficina de Mandamientos y Notificaciones de Olavarría
- Biblioteca de Olavarría

En la ciudad de General Alvear funciona el Juzgado de Ejecución Penal N° 2 que posee jurisdicción en todo el Departamento Judicial.-
Además:
- Juzgado de Paz de Bolívar
- Juzgado de Paz de General Alvear
- Juzgado de Paz de General Lamadrid
- Juzgado de Paz de Benito Juárez
- Juzgado de Paz de Laprida
- Juzgado de Paz de Las Flores
- Juzgado de Paz de Rauch
- Juzgado de Paz de Tapalqué

En el Departamento Funcionan 9 Unidades Penitenciarias dependientes del Servicio Penitenciario Bonaerense:
- Unidad Penitenciaria N° 2 de Sierra Chica
- Unidad Penitenciaria N° 7 de Azul
- Unidad Penitenciaria N° 14 (Abierta) de General Alvear
- Unidad Penitenciaria N° 17 de Urdampilleta
- Unidad Penitenciaria N° 27 (Abierta) de Sierra Chica
- Unidad Penitenciaria N° 30 de General Alvear
- Unidad Penitenciaria N° 37 de Barker
- Unidad Penitenciaria N° 38 de Sierra Chica
- Unidad Penitenciaria N° 52 (Femenina) de Azul